# Angölsmåla
Angölsmåla är en by i Kyrkhults socken, Olofströms kommun.
Angölsmåla är främst känt för sin välbevarade kulturlandskap, mitt i skogen på gränsen mellan Blekinge och Småland. Landskapet består av småbrutna ängar och betesmarker som ännu hålls öppna, och fylls av hamlade askar, stenmurar och stengrunder efter övergivna gårdslägen.
Nedenför byn ligger skogstjärnen Agngylet. Om våren blommar här gullvivorna i mängd.